# Kurt Calleja
Kurt Calleja (Ħamrun, 5 mei 1989) is een Maltees zanger. Hij vertegenwoordigde Malta op het Eurovisiesongfestival in 2012.

## Biografie
Calleja begon zijn muzikale carrière in Londen, waar hij gedurende een jaar optrad in bars. Terug in Malta was hij achtergrondzanger op de nationale televisie. In 2010 nam hij, samen met Priscilla Psaila, deel aan Malta Eurosong 2010, de Maltese preselectie voor het Eurovisiesongfestival. Met het nummer Waterfall eindigde het duo op de twaalfde plaats. Een jaar later waagde Calleja opnieuw zijn kans. In Malta Eurosong 2011 eindigde hij op de derde plaats, met het nummer Over and over. In 2012 won hij eindelijk de Maltese preselectie. Met het nummer This is the night won Calleja Malta Eurovision Song Contest 2012. Hierdoor mocht hij de eilandstaat vertegenwoordigen op het Eurovisiesongfestival 2012, dat in mei werd gehouden in Bakoe, Azerbeidzjan. Hij eindigde als 21ste op 26 deelnemers.